# Kodiakbjørnen
Kodiakbjørnen (Ursus arctos middendorffi) er en underart af den brune bjørn, som lever på Kodiak-øerne ud for Alaskas sydvestlige kyst. Her har den formentlig været afskåret fra bjørnene på fastlandet i omkring 12.000 år. Kodiakbjørnen minder i levevis og udseende dog stadig meget om sine slægtninge, men er større. Man kender således til hanner med en vægt på op til 680 kg, hvilket betyder, at kodiakbjørne næsten er på størrelse med isbjørne. Til sammenligning vejede det hidtil største eksemplar af den europæiske brune bjørn (den mindste underart), som man har målt, 481 kg.
Selvom kodiakbjørnen ligesom de andre underarter af den brune bjørn klassificeres som en carnivor (rovdyr) og kan nedlægge hjorte og elge, er den en omnivor (altædende). Føden består således i foråret og først på sommeren typisk af græsser og forskellige urter samt ådsler af andre dyr, der ikke klarede vinteren. Derudover står der ofte også tang, bær, nødder, rødder og hvirvelløse dyr på menuen. Det største kalorieindtag sker dog i form af de laks, som er normalt er tilgængelige i rigelige mængder i floderne sidst på sommeren og i efteråret. I området omkring Karluk Lake, som har mange tilstødende floder, er koncentrationen af bjørne i forbindelse med laksens vandring blandt de højest i verden.
Et bedre fødeudvalg og et mildere klima på Kodiak-øerne er formentlig en medvirkende årsag til, at kodiakbjørnene er større end deres slægtninge i Alaskas indre og længere mod nord.
Det vurderes, at der i dag findes omkring 3.500 kodiakbjørne, hvoraf 3.000 lever i vildtreservatet Kodiak National Wildlife Refuge, som strækker sig over flere af øerne. Der er blevet drevet jagt på bjørnene for deres kød og skind i århundreder. I dag udsteder Alaska Department of Fish and Game årligt 496 jagtlicenser, og i gennemsnit nedlægges der omkring 180 kodiakbjørn i løbet af året. Trods jagten vurderes bjørnebestanden på Kodiak-øerne at være svagt voksende.